# Rodolfo Pio da Carpi
Rodolfo Pio di Savoia (Carpi, Emilia Romagna 22 de febrer de 1500 † Roma, 2 de maig de 1564) va ser un cardenal italià del segle xvi. En la seva família el van succeir com a cardenal Carlo Emanuele (1585–1641) el 1604 i Carlo (1622–1689) el 1654, que, però, provenien d'un altre llinatge, l'anomenat "gibertino".
Rodolfo Pio fou un cavaller de l'Orde de Sant Joan de Jerusalem i el rector de l'església de SS. Trinità Ferrara.
Pius va ser elegit bisbe de Faenza el 1528 i va ser nomenat nunci a França i al ducat de Savoia. El Papa Pau III va elevar-lo a la dignitat cardenalícia en el consistori del 22 de desembre de 1536. El cardenal Pio va ser arxipreste de Meldola i fundador de l'Accademia degli imperfecti a Meloda. Va renunciar al govern de la seva diòcesi el 1544 i va ser nomenat administrador de la diòcesi de Girgento i arquebisbe de Salern. El 1544 va ser nomenat administrador apostòlic de la diòcesi d'Agrigent va mantenir aquesta posició fins a la seva mort. Fou vicedegà i degà del Col·legi Cardenalici el 1562.
El cardenal Pio, va fer sentir la seva presència a la Cúria com a membre de la Inquisició romana i com a defensor de les noves ordres, els caputxins i els jesuïtes.
El cardenal Pio va participar en el conclave de 1549-50 durant el qual Juli III va ser elegit, també fou membre dels dos conclaves de 1550 (elecció de Marcel II i Pau IV) i el conclave de 1559 (elecció de Pius IV).
Pio un gran aficionat de les arts i mecenes d'artistes, escriptors i acadèmics i un col·leccionista de llibres, còdexs, medalles i estàtues valuoses. Les cròniques de l'època el descriuen com un reformador i un hàbil administrador diocesà.
Va morir el 2 de maig de 1564 a l'edat de 64 anys i va ser enterrat a l'església Trinità dei Monti.